# Луј Ла Тремуј
Луј Ла Тремуј (фр. Louis II de la Trémoille, 20. септембар 1460 – 24. фебруар 1525) био је француски војсковођа који је командовао у бургундским и италијанским ратовима.

## Живот и рад
У бургундском рату 1486-1489. победио је Бретонце у бици код Сент Обена-ди-Кормјеа (фр. Sant-Aubin-du-Cormier), 28. јула 1488.
Учествовао је у италијанским ратовима (1494-1516 и 1521-1526). Швајцарци су га победили код Новаре (1513). Бранио је 1522. Пикардију од Енглеза. Погинуо је у бици код Павије (1525).